# Scopesis suspicax
Scopesis suspicax är en stekelart som först beskrevs av Holmgren 1876.  Scopesis suspicax ingår i släktet Scopesis, och familjen brokparasitsteklar. Arten är reproducerande i Sverige.